# HD 39775
HD 39775，又名BD+00 1208，SAO 113265、HR 2057，是一颗恒星，视星等为6，位于銀經205.49，銀緯-12.14，其B1900.0坐标为赤經5h 49m 34.4s，赤緯+0° -12.14′ 58″。